# Chambre des conseillers (Maroc)
Pour les autres articles nationaux ou selon les autres juridictions, voir Chambre des conseillers.
VIIe législature
Bâtiment du Parlement du Maroc
La Chambre des Conseillers (en arabe : ﻣﺠﻠﺲ ﺍﻟﻤﺴﺘﺸﺎﺭﻳﻦ (Majlis al-Moustacharine) ; en berbère : ⴰⵙⵇⵇⵉⵎ ⵏ ⵉⵏⵙⴼⴰⵡⵏ (Asqqim n Insfawn)) est la chambre haute du parlement bicaméral du Maroc. Elle comprend depuis la révision constitutionnelle de 2011, 120 membres, élus pour six ans. Les membres de la chambre sont élus indirectement par les élus des chambres professionnelles, des salariés, de la CGEM et des collectivités locales. 
En raison du mode de scrutin, la Chambre a tendance à sur-représenter les Marocains issus des zones rurales.

## Histoire

### Instauration
En 1962 la Chambre des conseillers est instaurée pour la première fois.

### Suppression
En 1970, elle est supprimée. 

### Réinstauration
En 1996 elle est réinstaurée à la suite d'une réforme de la constitution,. Le nombre de ses membres est alors de 270, élus pour neuf ans avec un renouvellement par tiers tous les trois ans. la chambre peut également voter la censure du gouvernement,.

#### Réforme de la constitution de 2011
En réponse au mouvement de contestation qui prend place lors du Printemps arabe en 2011, le roi Mohammed VI annonce une série de réformes constitutionnelles, approuvées par référendum à une écrasante majorité. La séparation des pouvoirs, l'indépendance de la justice et le poids du parlement sont renforcés, de même que les pouvoirs du chef de gouvernement,. Alors que dans la Constitution de 1996, la Chambre des Conseillers pouvait voter une motion de censure, désormais, seule la Chambre des Représentants peut investir le gouvernement, voter une question de confiance ou une motion de censure. Le nombre de ses membres passe à un total de 120, renouvelés intégralement tous les six ans. Son renouvellement intervient en 2015 après une période de transition de trois ans,.

## Pouvoirs
Les projets de loi et propositions de loi sont successivement examinés par la Chambre des conseillers et la Chambre des Représentants pour parvenir à l'adoption d’un texte identique. Après une lecture par chaque assemblée, et en cas de  désaccord, la Chambre des Représentants l'emporte. Une séance par semaine est réservée aux questions des conseillers et aux réponses du Gouvernement. 
Le président de la Chambre des conseillers est membre du conseil de régence.

## Système électoral
La Chambre des conseillers est composée de 120 sièges pourvus au suffrage indirect pour un mandat de six ans,. 
Sur ce total, les trois cinquièmes, soit 72 conseillers, sont pourvus par les membres des collectivités territoriales dans le cadre des douze régions, à raison d'un tiers (24 sièges) par les conseillers régionaux, et deux tiers (48 sièges) par les conseillers communaux, provinciaux et préfectoraux,.
Les deux cinquièmes restants, soit 48 sièges, sont pourvus dans chaque région par des collèges électoraux représentants les forces professionnelles du pays. Sur ces 48 sièges, 20 sont pourvus par l'ensemble des élus régionaux des quatre chambres professionnelles de la région concernée : chambres d'agriculture, chambres de commerce, d'industrie et de services, chambres d'artisanat et chambres des pêches maritimes. 20 autres sièges sont pourvus par les membres d'un collège électoral élus à l'échelon national par les représentants des salariés. Enfin, 8 sièges sont pourvus par les membres d'un collège électoral élus par les membres des organisations professionnelles des employeurs composant la Confédération générale des entreprises du Maroc (CGEM),,.
Chacun de ces différents collèges électoraux élit les conseillers au scrutin proportionnel plurinominal selon la règle du plus fort reste, avec listes fermées sans panachage ni vote préférentiel. Lorsque le collège électoral n'a a élire qu'un seul conseiller dans sa région, le vote a cependant lieu au scrutin uninominal majoritaire à un tour,.
Tous les candidats doivent eux-mêmes être membres du seul collège électoral auprès duquel ils se présentent, et ne se présenter que pour un seul seulement. Sont frappés d'inéligibilité les citoyens ayant été naturalisés depuis moins de cinq ans, ceux ayant été condamnés à de la prison pour corruption électorale, ainsi que les membres de la Chambre des représentants, les membres du gouvernement, les présidents de régions et ceux des chambres professionnelles. Si un conseiller en fonction accepte l'un de ces mandats, ou change d'appartenance politique ou syndicale, il perd automatiquement son mandat de conseiller.
Le Président de la Chambre des Conseillers et les membres du Bureau, ainsi que les présidents des Commissions permanentes et leurs bureaux, sont élus parmi les conseillers à la représentation proportionnelle des groupes pour trois ans. Leur renouvellement intervient par conséquent à chaque début et à chaque moitié de législature.

## Présidence
| N | Président                                     | Parti politique                                             | Période                   |
| - | --------------------------------------------- | ----------------------------------------------------------- | ------------------------- |
| 1 | Mfadel Cherkaoui                              | Front de défense des institutions constitutionnelles (FDIC) | 1963 - 1965               |
|   | Mohamed Jalal Essaid                          | Union constitutionnelle (UC)                                | 1997 - 2000               |
|   | Mustapha Oukacha (décédé le 13 novembre 2008) | Rassemblement national des indépendants (RNI)               | 2000 - 2003 - 2006 - 2008 |
|   | Maâti Benkaddour                              | Rassemblement national des indépendants (RNI)               | 2009 - 2009               |
|   | Mohamed Cheikh Biadillah                      | Parti authenticité et modernité (PAM)                       | 2009 - 2015               |
|   | Hakim Benchamach                              | Parti authenticité et modernité (PAM)                       | 2015 - 2021               |
|   | Naam Miyara                                   | Union générale des travailleurs du Maroc (UGTM)             | 2021 -                    |

### Élection de 2015
Hakim Benchamach, du PAM (Parti authenticité et modernité), remporte les élections à une voix près.

### Polémique
- L'Istiqlal arrive premier aux élections de la Chambre des conseillers en décrochant 24 sièges.

- Le PAM arrive deuxième avec 23 élus.

- Le PJD arrive troisième avec 12 élus.

De nombreuses voix s’élèvent pour dénoncer la corruption massive lors de l’élection des conseillers.  
Dans une vidéo parue sur YouTube, le Secrétaire général du Parti du progrès et du socialisme (PPS) Mohamed Nabil Benabdellah dénonce l’achat de voix qui aurait concerné selon lui « près de 70 % des élus » .
Le 8 octobre 2015, la commission gouvernementale chargée du suivi des élections annonce l'ouverture d'une enquête pour achat de voix contre 6 élus Istiqlal, deux élus PAM, un élu PJD et un élu RNI . 
Plusieurs personnes non élues sont également poursuivies. 
Il s'agit entre autres de : 
- Naoufal Chabat (Istiqlal), fils de Hamid Chabat.
- Nabil Chabat (Istiqlal), fils de Hamid Chabat.
- Brahim Hafidi (RNI), ancien président de la région de Souss-Massa-Drâa[14].

### Élection de 2018
À la suite des votes des conseillers, Hakim Benchamach est reconduit à la présidence de la chambre des conseillers pour un deuxième mandat en recueillant 63 votes sur 91 bulletins valides.